# Octavie (Pseudo-Sénèque)
Pour les articles homonymes, voir Octavie.
Octavie est une tragédie romaine écrite au Ier siècle apr. J.-C. et attribuée à tort à Sénèque. C'est le seul exemple de tragédie prétexte (en latin fabula prætexta) conservé. L'intrigue se place au début du règne de Néron, après les assassinats de l'empereur Claude, d'Agrippine, dite Agrippine la Jeune et de Britannicus.

## Résumé
Bien qu'on ne trouve aucune indication sur l'organisation de la pièce, un découpage en cinq actes est généralement adopté dans ses éditions modernes. 
- Acte I : Octavie, la Nourrice d'Octavie, le chœur.

La pièce débute par un long dialogue entre Octavie et sa nourrice, qui est l'occasion de rappeler au spectateur les meurtres scandaleux perpétrés au sein de la famille et l'alliance contre nature que représente le mariage d'Octavie avec Néron. On apprend alors la haine réciproque que se portent les deux époux et l'existence d'une rivale, Poppée, qui règne sur le cœur de Néron et menace ainsi la légitimité d'Octavie. Et de fait, le chœur annonce, à la fin de l'acte, le désir de Néron de prendre Poppée comme nouvelle épouse. 
- Acte II : Sénèque, Néron, un préfet.

L'acte s'ouvre sur un monologue de Sénèque, le précepteur de Néron,  qui regrette la retraite loin de Rome où il pouvait étudier librement la nature et s'adonner à la philosophie. Néron entre en scène, et au cours d'un échange tendu avec son précepteur, il défend sa conception d'une politique basée sur la force et l'obéissance. Au terme de ce dialogue, on apprend qu'une révolte populaire est imminente. Sénèque tente de dissuader Néron de répudier Octavie pour épouser Poppée, afin d'apaiser le mécontentement du peuple. 
- Acte III : le spectre d'Agrippine, Octavie.

Le fantôme d'Agrippine, assassinée par Néron, son propre fils, apparaît. Elle promet de se venger en ruinant ce mariage impie, qu'elle veut transformer en deuil national. Le chœur reproche ensuite aux Romains de ne rien faire pour empêcher cette répudiation et l'accuse d'avoir perdu sa rage patriotique d'antan.
- Acte IV : Poppée, sa nourrice.

Poppée apparaît pour la première fois en personne. Elle est horrifiée car elle a fait un terrible cauchemar dans lequel elle a vu le fantôme d'Agrippine. Sa nourrice tente de la rassurer, mais ses explications ne parviennent pas à la convaincre, et la jeune femme se rend au temple pour prier les dieux et apaiser leur colère. Un messager entre alors pour annoncer au chœur que le peuple en colère est aux portes du palais impérial. 
- Acte V : Néron, Octavie, le chœur, le Préfet

Fou de colère devant la révolte populaire, Néron menace de mettre feu à la ville et réclame la tête d'Octavie, coupable selon lui du soulèvement. La pièce se clôt sur une longue plainte d'Octavie relayée par le chœur (cette plainte funèbre est appelée kommos, en grec, κομμος), au moment où elle est emmenée par les gardes pour la terre d'exil où elle s'attend à un sort funeste.

## Personnages principaux

### Octavie
Cette tragédie donne une image de l'épouse de Néron qui ne correspond pas forcément aux éléments qui nous sont parvenus grâce à Tacite et à Suétone.
Octavie prend conscience du destin tragique qui l'attend, comme si elle assumait son statut d'héroïne tragique : sa mort a été décidée par une force supérieure (l'Histoire) et son meurtre va permettre le déroulement des événements annoncés. Cela pourrait expliquer pourquoi Octavie, bien qu'étant le personnage principal, est passive et n'agit pas directement dans l'intrigue. Son importance provient de la dénonciation qu'elle fait du comportement et de la tyrannie de Néron : elle s'exprime librement car elle sait déjà que sa fin est proche, donc elle ne craint pas une éventuelle vengeance de la part de l'empereur. La tragédie expose la sphère la plus intime de l'héroïne, par exemple elle montre son désespoir ou sa relation étroite avec sa belle-mère Agrippine qui suscitera « l'âpre courroux du prince » (amor nostrique favor principis acres suscitet iras).

### Néron
Bien que ses apparitions scéniques soient limitées en nombre (il n'apparaît que deux fois), il est présent tout au long de la pièce à travers les propos des autres personnages. 
Néron apparaît comme un personnage autoritaire et sans scrupules, impie et pervers. 
Néanmoins, il apparaît aussi comme quelqu'un qui a peur.  

## Auteur et chronologie

### Problème de datation
L'histoire se déroule pendant le règne de Néron, en 62 apr. J.-C., après la mort d'Agrippine et au moment de l'exil d'Octavie, mais la date d'écriture de la tragédie reste incertaine. Elle serait comprise entre 68, date de la mort de Néron, puisque plusieurs passages de la tragédie y font référence et 112-113, date de l'écriture des Annales, puisque Tacite connaissait la tragédie d'Octavie et l'aurait utilisée comme source secondaire pour son ouvrage historique, des extraits du quatorzième livre s'en rapprochent fortement. 
Selon les historiens Herrmann, Viansino et Liberman, l'auteur aurait écrit Octavie très tôt après la mort de Néron, dès 69-70. Ils s'appuient sur les nombreuses allusions vagues présentes dans la pièce qui ne semblent pouvoir être comprises que par des contemporains (c'est le cas par exemple de la mention de l'assassinat de Plautus et Sulla, de l'allusion aux monuments élevés aux dieux par Acté, première maîtresse de Néron ou de la référence à la damnatio memoriae dont a été victime Agrippine et qui n'est mentionnée que par des sources historiques très tardives. Selon ces spécialistes, l'auteur de l'Octavie serait un témoin oculaire, proche de la cour impériale, écrivant à partir de ses souvenirs.
Une autre hypothèse, relayée par Ferri dans son ouvrage Octavia, A play attributed to Seneca, la tragédie aurait été écrite plus tard, à la fin de l'époque flavienne, après Domitien (81-96) puisque ce dernier apparaissait comme un nouveau Néron tyrannique. L'auteur dans ce cas se serait appuyé sur des sources livresques, notamment les Silves de Stace et des ouvrages historiques de l'époque flavienne comme ceux de Cluvius Rufus, Fabius Rusticus ou Pline l'Ancien.

### Œuvre apocryphe de Sénèque
Faisant partie des dix tragédies attribués à Sénèque, il y eut de nombreux soupçons sur la paternité de l'œuvre, tout comme Hercule sur l'Œta mais plusieurs indices concordants montrent qu'il est certain que Sénèque ne l'a pas écrite, et la plupart des savants depuis le moyen âge lui refusent l'attribution,. Il s'agit probablement d'une imitation ou d'un hommage, souvent enseigné dans les écoles de rhétorique. D'autant plus que Quintilien indiqua que Sénèque est un auteur populaire quelquefois imité. 
L'argument principal est celui de la datation, indiquant que le travail est posthume à Sénèque. La tragédie fait plusieurs allusions à la mort de Néron, dans les mêmes circonstances que le récit de Suétone et référence la Pharsale de Lucain. Plusieurs savants ont émis l'hypothèse que Octavie fut écrite par Sénèque en cachette, pour éviter sa destruction, puis fut remaniée et publiée de manière posthume, en se basant sur les témoignages de Dion Cassius (Histoire Romaine, LXII, 25) et Tacite (Annales, XV, 63).
On repéra aussi des différences par rapport aux autres tragédies du philosophe. Ce sont toutes des « tragédies en cothurnes » (fabula cothurnata), c'est-à-dire des tragédies à la manière grecque à sujet mythologique. L'auteur utilise le style, les mots et la manière de Sénèque. Il imite aussi les formes de la tragédie sénécienne. Cependant on peut remarquer de nombreuses maladresses, et une versification différente. En effet chez Sénèque le mètre des parties lyriques est varié alors que dans cette tragédie, seul l'anapeste est utilisé. Sénèque est un personnage de la pièce, la tragédie romaine n'atteste pas d'auteurs se mettant en scène,. 
La critique externe donne une preuve de l'inauthenticité, selon le stemma, seule une tradition manuscrite dite A, qui contient de nombreuses lacunes et des désordres des vers, relaie cette tragédie comme une œuvre de Sénèque. L'absence de la pièce dans l'autre tradition manuscrite, E en référence au Codex Etruscus (Laurentianus Plut. 37. 13), plus fiable, est un indice sur le caractère apocryphe.

### Auteur
L'auteur est inconnu, on le surnomme le « Pseudo-Sénèque », et les hypothèses par rapprochement de style avec des écrits conservés n'ont rien donné. Cependant, certains aspects de son portrait peuvent être définis. Il connaît très bien la pensée et les œuvres de Sénèque, aussi bien ses tragédies, puisqu'il fait parfois référence à Agamemnon ou Médée, que ses œuvres philosophiques (la scène entre Néron et Sénèque reprend de façon explicite la thématique du De Clementia, Sur la Clémence et le personnage d'Octavie illustre la colère telle que l'expose Sénèque dans son De Ira, Sur la colère). L'auteur n'a aucune intention de faire passer la tragédie pour un pastiche mais plutôt comme un hommage vu que Sénèque fait partie de la tragédie et qu'il est dressé de lui un portrait laudatif. Il possède enfin une culture littéraire et poétique non négligeable. Il connaît bien la tragédie grecque et fait référence à plusieurs reprises à l'Électre de Sophocle. C'est donc probablement un disciple, un ami ou peut-être un client de Sénèque.

## Tragédie prétexte
Une tragédie prétexte (fabula praetexta) est une tragédie à sujet historique en habits romains, à la différence de la tragédie en cothurnes (fabula cothurnata) à sujet mythologique en habits grecs. L'Octavie est le seul exemple de tragédie prétexte (fabula praetexta) qui nous soit intégralement parvenu, mais nous savons qu'il existait plusieurs exemples de tragédies prétextes dans la littérature latine, comme l'Ambracia de Névius, le Paulus de Pacuvius ou le Brutus d'Accius. La tragédie historique, peu courante pour nous puisque nous associons volontiers la tragédie à un sujet lointain ou mythologique, avait pourtant un illustre exemple dans la littérature grecque avec Les Perses d'Eschyle.